# James Tyler Kent
Pour les articles homonymes, voir James Kent et Kent (homonymie).
James Tyler Kent (né à Woodhull dans l'État de New York en 1849 - mort à Stevensville dans le Montana en 1916) est un médecin et homéopathe américain.

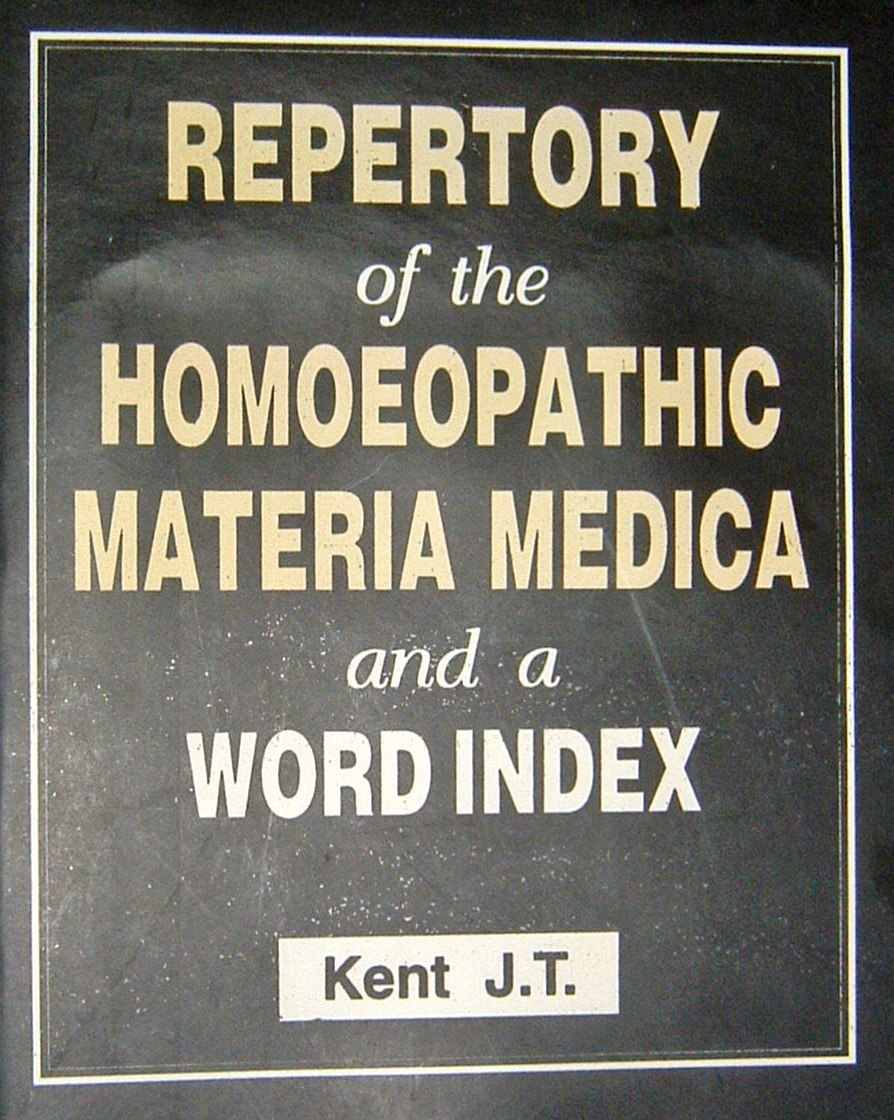
Répertoire des remèdes homéopathiques par James Tyler Kent

Il est l'auteur d'un répertoire des remèdes homéopathiques, encore utilisé de nos jours.